# Amoeboaphelidium
Amoeboaphelidium Scherff. è un genere di funghi appartenente alla famiglia Aphelidiaceae Tadersoo et al., parassitoidi di alghe. Sono descrite cinque specie; la specie tipo è Amoeboaphelidium achnanthis Scherff.

## Definizione
Il genere comprende funghi con zoospore ameboidi, da sferiche a allungate, con o senza psudocilia posteriori, formanti pseudopodi piatti, con subfilopodi o filopodi; flagello 7-10 µm. Le cisti possono essere sessili o stipitate. Per alcune specie non è stata accertata la presenza di spore a riposo; quando presenti hanno profilo sfericolo o ovale.

## Specie[4]
- Amoeboaphelidium achnanthis Scherff.
- Amoeboaphelidium chlorellavorum B.V. Gromov & Mamkaeva
- Amoeboaphelidium occidentale Letcher
- Amoeboaphelidium protococcarum B.V. Gromov & Mamkaeva
- Amoeboaphelidium radiatum B.V. Gromov & Mamkaeva